# Pomník Franze Kafky
Pomník Franze Kafky je socha nacházející se v Praze na rozhraní Starého Města a Josefova mezi presbytářem Kostela svatého Ducha a Španělskou synagogou u pěšího průchodu mezi Vězeňskou a Dušní ulicí. Pomník je umístěn tematicky, protože v již neexistujícím domě v Dušní ulici čp. V/187 Franz Kafka bydlel. Pomník vytvořený Jaroslavem Rónou byl odhalen v roce 2003, dva roky poté, co tento autor vyhrál soutěž na jeho vytvoření.

## Popis
Pomník je odlit z bronzu, je vysoký 3,75 m a váží 800 kg. Jeho podoba je inspirována Kafkovým dílem Popis jednoho zápasu. Jde o sousoší tvořené dvěma těly, jedno z nich je mužská postava v obleku, které ovšem z rukávů nevycházejí ruce a nemá hlavu; za krkem jí sedí menší postava, která je kompletní a má představovat samotného Franze Kafku.